# Datenfunk
Datenfunk bezeichnet die drahtlose Datenübertragung über eine analoge oder digitale Datenfunkstrecke.
Wichtige Standards für den Datenfunk sind:
- Bluetooth
- GPRS – General Packet Radio Service
- HSCSD – High Speed Circuit Switched Data
- UMTS – Universal Mobile Telecommunications System
- WAP – Wireless Application Protocol
- EDGE – Enhanced Data Rates for GSM Evolution
- MMS – Multimedia Messaging Service
- i-mode
- ACARS – Aircraft Communications Addressing and Reporting System
- Link 16